# Otonyctomys hatti
Otonyctomys hatti é uma espécie de roedor da família Cricetidae. É a única espécie do género Otonyctomys.
Pode ser encontrada nos seguintes países: Belize, Guatemala e México.